# Moskowskij komsomolec
Moskowskij komsomolec (ros. Московский комсомолец) – radziecki i rosyjski dziennik. Zalicza się do gazet o największym nakładzie w Rosji. Pierwszy numer ukazał się 11 grudnia 1919 roku w Moskwie. Ukazuje się od poniedziałku do soboty. Od jesieni 1992 roku redaktorem naczelnym jest Pawieł Gusiew.